# Чортория (альбом)
Чортория — третій студійний альбом харківського гурту Burshtyn (ex- Dub Buk), записаний на власному лейблі Dub Buk Katafrakt.
| Це інстинкти, які правили вашими предками, їхніми вчинками та долею. Справжній український дух жевріє в цих піснях. Біль, смуток і темрява простягаються тут. [1] |

## Композиції
| Інформація про композиції | Інформація про композиції       | Інформація про композиції |
| #                         | Назва                           | Тривалість                |
| ------------------------- | ------------------------------- | ------------------------- |
| 1.                        | «Нехрещений Яр»                 | 08:16                     |
| 2.                        | «Її Натхнення Пектораль»        | 07:15                     |
| 3.                        | «Урвища Безміру»                | 09:01                     |
| 4.                        | «Хапун»                         | 04:56                     |
| 5.                        | «Закохана Відьма та рудий чорт» | 07:40                     |
| 6.                        | «Сатанів»                       | 08:52                     |
| 46:00                     |                                 |                           |

## Склад на момент запису
- І. З. В. Е. Р. Г. (ex- Dub Buk) — бас, вокал
- Master Alafern (ex- Dub Buk, Thunderkraft, Святогор, Триглав) — гітара
- Vsesvit (ex- Dub Buk, Hate Forest (session)) — ударні
- Kurt — вокал